# 扎布利亞克市鎮
43°09′00″N 19°07′00″E / 43.1500°N 19.1167°E
扎布利亞克市鎮，是蒙特內哥羅的一个市镇，位於該國北部，行政中心为扎布利亞克，面積445平方公里，2011年人口3,569，人口密度每平方公里8人。